# Diario di un wedding planner
Diario di un wedding planner è stato un programma televisivo italiano andato in onda su Real Time dal 2014 al 2020, condotto da Enzo Miccio, esperto di moda e organizzazione di matrimoni. Si tratta della versione "rimodernizzata" del programma Wedding Planners, trasmesso dal 2005 al 2014.